# Normativ
Ordet normativ kommer af fransk normatif, af norme 'norm' og fastsætter, hvordan noget bør være el. bør gøres; det modsatte af deskriptiv.